# Dysschema regalis
Dysschema regalis är en fjärilsart som beskrevs av Jörgensen 1935. Dysschema regalis ingår i släktet Dysschema och familjen björnspinnare. Inga underarter finns listade i Catalogue of Life.